# Мащицкий, Леонид Витальевич
Мащицкий Леонид Витальевич (4 января 1983, Иркутск) — российский автогонщик, выступающий за команду Barwell Motorsport в чемпионате GT World Challenge Europe зачёт AM.
Леонид родился в Иркутске, а с 10 лет воспитывался в английском интернате, куда переехал вместе с братом-близнецом. Вместе с ним они начали заниматься бизнесом в Англии: импортировали запчасти для японских машин, тюнинговали их и продавали в Европу. Задачей Леонида было проверять на гоночных трассах, как всё работает. Тогда он и решил заняться автоспортом.
Мащицкий принимал участие в GT гонках Стефана Рателя фактически с того момента, как в 2005 году вступил в силу модифицированный регламент. Его карьера началась за рулём автомобиля Honda Civic.
Свою первую гонку Леонид проехал в 2006 году за рулём автомобиля Aston Martin DBRS9 за команду Barwell Motorsport в чемпионате FIA GT3 European Championship. Он сразу же проявил свой талант и с тех пор регулярно поднимался на подиум и выиграл в тот год чемпионат British GT в классе GT3.
Уже в следующем году в этом же чемпионате, Леонид впервые поднялся на подиум в легендарной гонке 24 часа Спа, заняв третье место в классе GT2 за рулём автомобиля Porsche 911 GT3 RSR 997, выступав тогда за команду Tech9 Motorsport.
В 2008 году он пересел за руль Lamborghini Gallardo GT3, проехав четыре гонки чемпионата British GT, а в 2009 занял первое место в классе British Invitation того же чемпионата в Брэндс-Хэтч, но уже за рулём Ginetta G50Z (команда Barwell Motorsport).
2010 прошёл спокойно для российского пилота, и Леонид проехал лишь одну гонку за рулём автомобиля Aston Martin DBRS9 с командой Beechdean Motorsport в категории GT3.
В 2011 году он получил предложение от чешской команды Gravity Charouz Racing Team, проехав с ними весь сезон FIA GT3 European Championship на Mercedes-Benz SLS AMG GT3.
Годом позже Мащицкий решил попробовать себя в чемпионате FIA GT1 World Championship с командой Valmon Racing Team Russia (Aston Martin DBRS9), а также проехал две гонки FIA GT3 European Championship в Зольдере (Lamborghini Gallardo GT3).
В 2014 году Леонид вновь подписал контракт с командой Barwell Motorsport и остаётся верен Британской команде по сей день. В тот год он дебютировал в чемпионате European Le Mans Series за рулём BMW Z4 GT3. Это был непростой сезон, но он вновь поднялся на подиум в гонке 24 часа Спа, заняв второе место в чемпионате Blancpain Endurance Series в классе Gentlemen Trophy (команда Parker Racing, Audi R8 LMS Ultra).
С 2015 года Мащицкий сосредоточился на чемпионате Blancpain GT Series, а в 2016-м заключили контракт с Lamborghini.
2018 год стал для российского пилота и команды Barwell Motorsport абсолютно фантастическим. Он долго шёл к этому успеху и, наконец, доказал, но что способен. В прошлом сезоне, за рулём автомобиля #77 Lamborghini Huracán GT3, Леонид четыре раза поднимался на подиум, в том числе дважды — на первое место, включая знаменитый 24-часовой марафон в Спа.
Леонид стал первым российским пилотом, завоевавшим сразу четыре чемпионских титула по итогам сезона 2018:
- Чемпион в личном зачёте в классе Am (Blancpain GT Series Am Driver)
- Чемпион в личном зачёте в классе Am, категория Endurance Cup (Blancpain GT Series Endurance Cup Am Driver)
- Чемпион в командном зачёте в классе Am (Blancpain GT Series AM Team)
- Чемпион в командном зачёте в классе Аm, категория Endurance Cup (Blancpain GT Series Endurance Cup Am Team)

В 2019 году, вместе с командой Barwell Motorsport, Мащицкий продолжил выступление в чемпионате Blancpain Endurance Series за рулём автомобиля #77 Lamborghini Huracán GT3. По итогам сезона Леонид вновь стал Чемпионом в зачёте Am Cup, выиграв в сезоне 3 гонки и заняв два раза второе место.

## Гоночная карьера
| Год  | Серия или Чемпионат               | Команда                    | Автомобиль                | Гонки | Победы | Подиумы |
| ---- | --------------------------------- | -------------------------- | ------------------------- | ----- | ------ | ------- |
| 2006 | FIA GT3 European Championship     | Barwell Motorsport         | Aston Martin DBRS9        | 8     | 0      | 1       |
| 2006 | British GT Championship           | Barwell Motorsport         | Aston Martin DBRS9        | 8     | 4      | 7       |
| 2007 | FIA GT3 European Championship     | Tech9 Motorsport           | Porsche 911 GT3 RSR 997   | 7     | 0      | 1       |
| 2007 | FIA GT European Championship      | Tech9 Motorsport           | Porsche 911 GT3 RSR 997   | 1     | 0      | 3       |
| 2008 | British GT Championship — GT3     | Tech9 Motorsport           | Lamborghini Gallardo GT3  | 4     | 0      | 0       |
| 2009 | British GT Championship           | Barwell Motorsport         | Ginetta G50Z              | 1     | 1      | 1       |
| 2010 | British GT Championship           | Beechdean                  | Aston Martin DBRS9        | 2     | 0      | 0       |
| 2011 | FIA GT3 European Championship     | Gravity Charouz Racing     | Mercedes-Benz SLS AMG GT3 | 12    | 0      | 1       |
| 2012 | FIA GT1 World Championship        | Valmon Racing Team Russia  | Aston Martin DBRS9        | 1     | 0      | 0       |
| 2012 | FIA GT3 European Championship     | Rhino’s Leipert Motorsport | Lamborghini Gallardo GT3  | 2     | 0      | 0       |
| 2014 | European Le Mans Series           | Team Russia by Barwell     | BMW Z4 GT3                | 5     | 0      | 0       |
| 2014 | Blancpain Endurance Series        | Team Parker Racing         | Audi R8 LMS Ultra         | 1     | 0      | 1       |
| 2015 | Blancpain GT Series Endurance Cup | Team Russia by Barwell     | BMW Z4 GT3                | 5     | 0      | 1       |
| 2016 | Blancpain GT Series Endurance Cup | Barwell Motorsport         | Lamborghini Huracán GT3   | 5     | 0      | 1       |
| 2007 | Blancpain GT Series Endurance Cup | Barwell Motorsport         | Lamborghini Huracán GT3   | 5     | 0      | 0       |
| 2018 | Blancpain GT Series Endurance Cup | Barwell Motorsport         | Lamborghini Huracán GT3   | 5     | 4      | 2       |
| 2019 | Blancpain GT Series Endurance Cup | Barwell Motorsport         | Lamborghini Huracán GT3   | 5     | 3      | 5       |
| 2019 | 24h of Barcelona                  | Barwell Motorsport         | Lamborghini Huracán GT3   | 1     | 1      | 1       |